# Краули, Дермот
Дермот Краули (англ.  Dermot Crowley, иногда также Кроули; 19 марта 1947, Корк) — ирландский актёр кино, театра и телевидения.

## Карьера
В 1974 году играл в театральной постановке Шона Маккарти «Фантастические подвиги Финна Маккула», ставившейся в Хейсаркетском ледовом дворце в Эдинбурге (Шотландия).
Дебютировал на экране в 1976 году ролью Джорджа Бернарда Шоу в британском сериале «Викторианские скандалы».
В кино первой работой стала роль Флинна в кинофильме «Город Джиро» режиссёра Карла Френсиса (1982).
Наиболее известен по роли генерала Крикса Мадина во третьем эпизоде франшизы — «Возвращение джедая». Её он получил после того, как прошёл собеседование с режиссёром Ричардом Маркуандом и директором по кадрам Мэри Селвей по совету своего агента. Сам Краули на успех своей роли не рассчитывал.
Рассматривался на роль седьмого Доктора в телесериале «Доктор Кто», которая в итоге была отдана Сильвестру Маккою.
Сценическая работа Краули отмечена в конце 1990-х ведущей ролью в постановке Конора Макферсона «Плотина», с успехом шедшей на театральных площадках Соединённого Королевства и США и завоевавшей Премией Лоренса Оливье.
В 2012 году озвучил главного героя романа «Моллой» Сэмюэла Беккета для аудиокниги.

## Избранная фильмография
- Викторианские скандалы (1976) — Джордж Бернард Шоу
- Джиро Сити (1982) — Флинн
- Звёздные войны. Эпизод VI: Возвращение джедая (1982) — генерал разведки Крикс Мадин
- Осьминожка (1983) — Кэмп
- Доктор и дьяволы (1985) — мистер Уэбб
- Пуаро Агаты Кристи (1989) — Артур Симпсон
- Джонатан Крик (1998) — Норман Станджерсон
- Легенда Багера Ванса (2000) — Дугал Макдермотт
- Комнаты смерти: Загадки настоящего Шерлока Холмса (2001) — Элкинс
- Холодный дом (2005) — мистер Фолс
- Война Фойла (2007) — Генри Таунсенд
- Вавилон (2006) — Барт
- Маргарет Тэтчер (2006) — Эйри Нив
- Лютер (2010—2019[4]) — Мартин Шенк
- Лучшее предложение (2012) — Ламберт
- Масарик (2016) — лорд Галифакс
- Иностранец (2017) — Хью Макграт
- Смерть Сталина (2017) — Лазарь Каганович
- Чёрный 47-й (2018) — судья Болтон
- Чудо (2022) — сир Отуэй